# Heinz Holzer
Heinz Hubert Holzer (ur. 28 sierpnia 1964 w Bruneck) – włoski narciarz alpejski. Zajął 11. miejsce w supergigancie igrzyskach w Calgary w 1988 r. Nie startował na mistrzostwach świata. Najlepsze wyniki w Pucharze Świata osiągnął w sezonie 1987/1988, kiedy to zajął 55. miejsce w klasyfikacji generalnej.

## Sukcesy

### Puchar Świata

#### Miejsca w klasyfikacji generalnej
- 1985/1986 – 109.
- 1986/1987 – 61.
- 1987/1988 – 55.
- 1988/1989 – 102.

#### Miejsca na podium
1. Leukerbad – 25 stycznia 1988 (supergigant) – 3. miejsce